# Piperin
A piperin sárgás vagy színtelen, erősen borsízű szerves vegyület, alkaloid. A fekete borsban 5–9%-ban fordul elő, ez adja a bors jellegzetes ízét. Neve is a bors latin (piper) ill. görög (πιπέρι = piperi) nevéből származik.
Sztereoizomerje a kavicin(en). A borsban megtalálhatók a piperin egyéb geometriai izomerjei is (cisz-transz izomerek), azonban előfordulásuk és kristályosodási hajlamuk a piperinénél jóval kisebb.
Hideg vízben csak nagyon nehezen, benzolban, ecetsavban, alkoholban és éterben jól oldódik. Igen gyenge bázis, a kémhatása semleges. Híg savakban oldhatatlan, csak tömény ásványi savakkal képez sókat, melyek víz hatására ismét szétesnek.
A helyileg határolt égető érzéstől és a csekély mértékű helyi hőmérséklet-csökkenéstől eltekintve emberre és állatra még nagyobb mennyiségben sincs különösebb hatással. 
A piperin bizonyítottan természetes antidepresszáns hatású vegyület. Hatása van a monoamin-oxidáz enzimrendszer működésére, pontosabban gátolja ezt. (MAO-A, MAO-B) így magasabb főleg szerotonin és noradrenalin, dopamin szintet eredményezve.
Így csökkentheti a depressziót, a szorongást és javíthatja a belső közérzetet/egyensúlyt.